# Dwugłówka

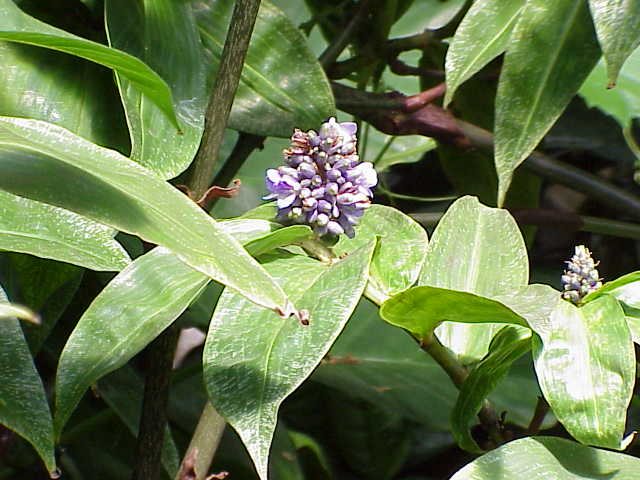
Dichorisandra reginae

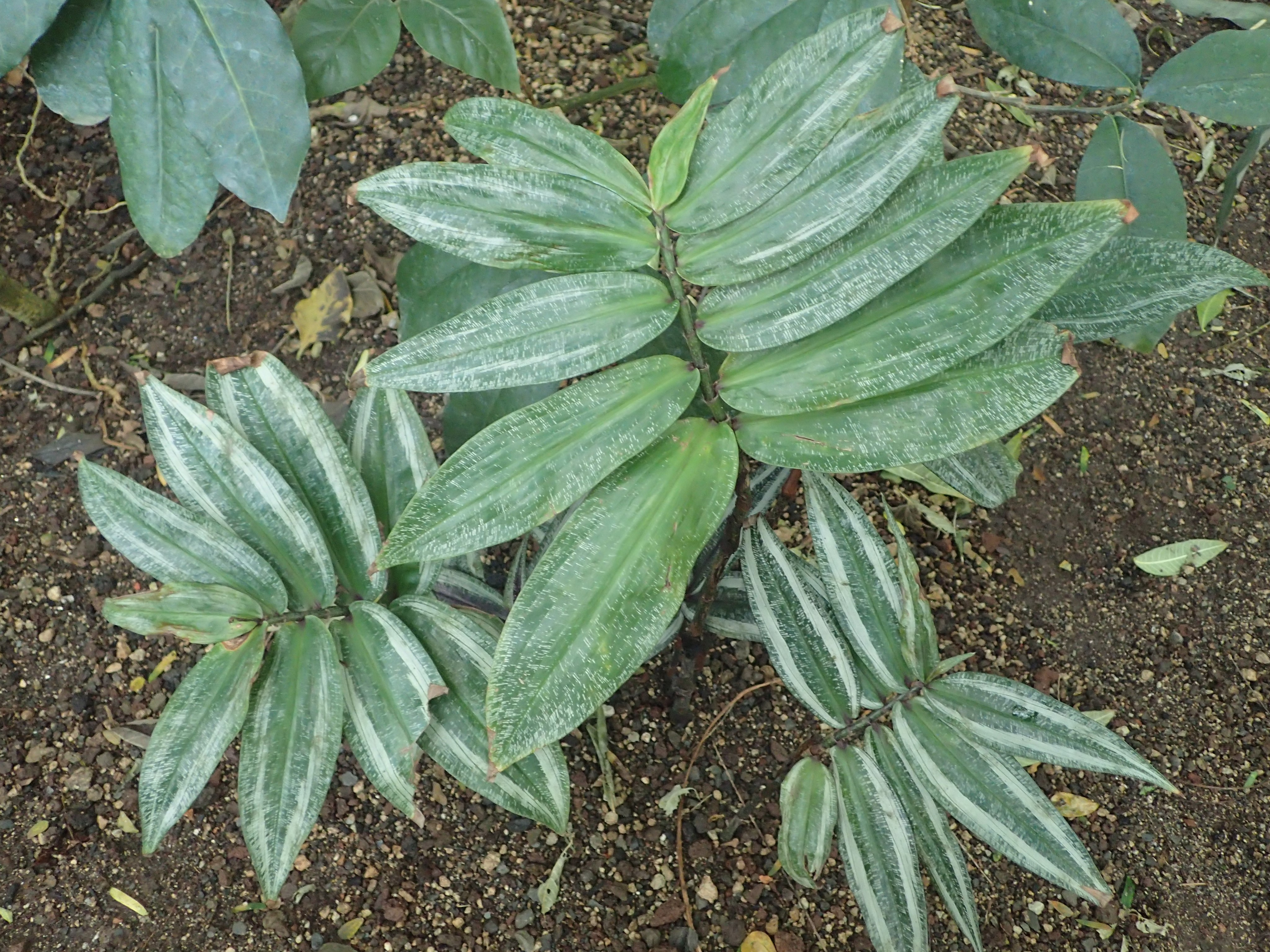
Dichorisandra mosaica

Dwugłówka (Dichorisandra Mikan) – rodzaj roślin z rodziny komelinowatych. Obejmuje według części źródeł 25, a według innych nawet 52 gatunki. Duże różnice spowodowane są tym, że często jeszcze nawet w XXI wieku opisywane są kolejne gatunki, także po kilka w ciągu jednego roku. Występują one w strefie tropikalnej i subtropikalnej Ameryki Południowej, rzadko w Środkowej – od południowego Meksyku po północną Argentynę. Rosną w runie leśnym, w miejscach wilgotnych, cienistych lub w półcieniu.
Niektóre gatunki uprawiane są jako rośliny ozdobne, zwłaszcza Dichorisandra thyrsiflora i Dichorisandra reginae. Uprawiane są w ogrodach w strefie klimatu ciepłego (rosnąć mogą w strefach mrozoodporności 10–12), w klimacie umiarkowanym chowane muszą być zimą do szklarni. D. reginae uprawiana jest też w pomieszczeniach jako roślina doniczkowa.

## Morfologia

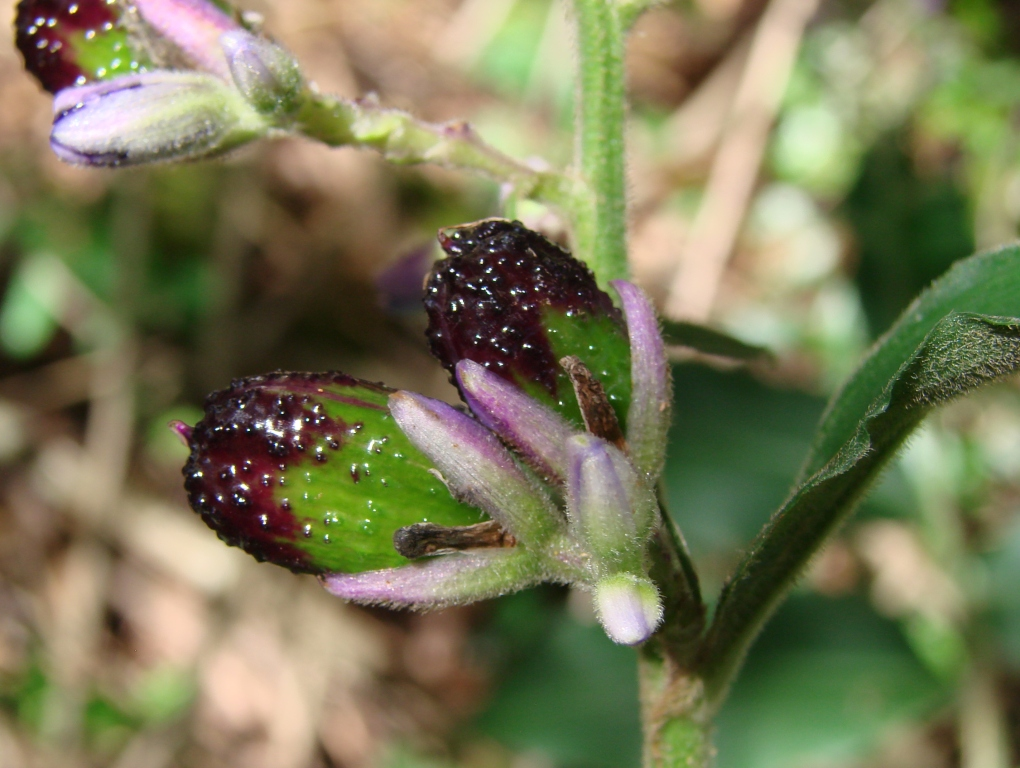
Owoce Dichorisandra villosula

PokrójByliny o zróżnicowanym pokroju – o pędach prosto wzniesionych, tworzących kępy, także pnącza. Pędy zwykle miękkie. Z korzeniami zwykle na końcach bulwiasto zgrubiałymi.
LiścieSkrętoległe, często połyskujące lub podłużnie paskowane.
KwiatyZebrane w kwiatostany wiechowate, czasem zredukowane, wyrastające na szczycie pędu, czasem w kątach liści lub u nasady pędu. Kwiaty są obupłciowe lub niektóre tylko męskie, o symetrii grzbiecistej, z reguły jednak słabo zaznaczonej. Działki kielicha podobnej wielkości. Podobnie płatki korony, które są wolne i gładkie (bez frędzli na brzegach spotykanych u innych rodzajów z podplemienia). Płatki mają kolor purpurowy lub niebieski. Pręciki w liczbie 5–6 podobne długością lub nierówne, o nitkach krótkich, ale za to okazałych, grubych pylnikach. Zalążnia trójkomorowa.
OwoceMięsiste torebki otwierające się trzema klapami. W trzech komorach zawierają nasiona otoczone czerwoną, rzadziej białą, mięsistą osnówką.

## Systematyka
Pozycja systematyczna
W obrębie rodziny komelinowatych Commelinaceae rodzaj należy do podrodziny Commelinoideae, a w jej obrębie do plemienia Tradescantieae Meisner (1842) i podplemienia Dichorisandrinae (Pichon) Faden & D.R. Hunt (1991). Stanowi takson siostrzany względem rodzaju siderasis Siderasis.
Wykaz gatunków
- Dichorisandra acaulis Cogn.
- Dichorisandra alba Seub. & Warm.
- Dichorisandra albomarginata Linden ex Regel
- Dichorisandra amabilis J.R.Grant
- Dichorisandra bahiensis Aona & M.C.E.Amaral
- Dichorisandra begoniifolia  Kunth
- Dichorisandra bonitana Philipson
- Dichorisandra conglomerata  Aona & M.C.E.Amaral
- Dichorisandra densiflora Ule
- Dichorisandra diederichsanae Steyerm.
- Dichorisandra fluminensis Brade
- Dichorisandra gaudichaudiana Kunth
- Dichorisandra glabrescens (Seub.) Aona & M.C.E.Amaral
- Dichorisandra glaziovii Taub.
- Dichorisandra hexandra (Aubl.) C.B.Clarke
- Dichorisandra hirtella Mart.
- Dichorisandra incurva Mart.
- Dichorisandra interrupta Mart.
- Dichorisandra jardimii Aona & M.C.E.Amaral
- Dichorisandra leonii Aona & M.C.E.Amaral
- Dichorisandra leucophthalmos Hook.
- Dichorisandra leucosepala Aona & M.C.E.Amaral
- Dichorisandra marantoides Aona & Faden
- Dichorisandra micans C.B.Clarke
- Dichorisandra musaica K.Koch & Linden
- Dichorisandra nana Aona & M.C.E.Amaral
- Dichorisandra neglecta Brade
- Dichorisandra nutabilis Aona & M.C.E.Amaral
- Dichorisandra odorata Aona & M.C.E.Amaral
- Dichorisandra ordinatiflora Aona & Faden
- Dichorisandra oxypetala Hook.
- Dichorisandra paranaensis D.Maia, Cervi & Tardivo
- Dichorisandra penduliflora  Kunth
- Dichorisandra perforans C.B.Clarke
- Dichorisandra picta G.Lodd. ex Bosse
- Dichorisandra procera Mart.
- Dichorisandra puberula Nees & Mart.
- Dichorisandra pubescens Mart.
- Dichorisandra radicalis Nees & Mart.
- Dichorisandra rupicola Aona & M.C.E.Amaral
- Dichorisandra sagittata Aona & M.C.E.Amaral
- Dichorisandra saundersii Hook.f.
- Dichorisandra saxatilis Aona & M.C.E.Amaral
- Dichorisandra striatula Q.S.Moraes & M.Pell.
- Dichorisandra subtilis Aona & M.C.E.Amaral
- Dichorisandra tejucensis Mart.
- Dichorisandra thyrsiflora J.C.Mikan
- Dichorisandra ulei J.F.Macbr.
- Dichorisandra variegata Aona & Faden
- Dichorisandra velutina Aona & M.C.E.Amaral
- Dichorisandra villosula Mart.